# Commandos britanniques
Pour les articles homonymes, voir Commando.
 (juin 2023).
Les commandos britanniques (British Commandos) à différencier d'autres unités étrangères d'usages similaires, furent les premières unités militaires d'assaut dans les lignes ennemies contre des objectifs de haute valeur, reconnues officiellement par l'Histoire[réf. nécessaire]. Non rattachées à un régiment, créées par l'armée britannique pendant la Seconde Guerre mondiale dès juin 1940 ces unités étaient employées de manière non conventionnelle et en dehors des tactiques militaires habituelles pour l'époque. Inspirées directement des coups de main de guerres récentes précédentes, elles avaient pour but d'attaquer et de désorganiser les forces allemandes en Europe et de mener des opérations de reconnaissance.

## Généralités

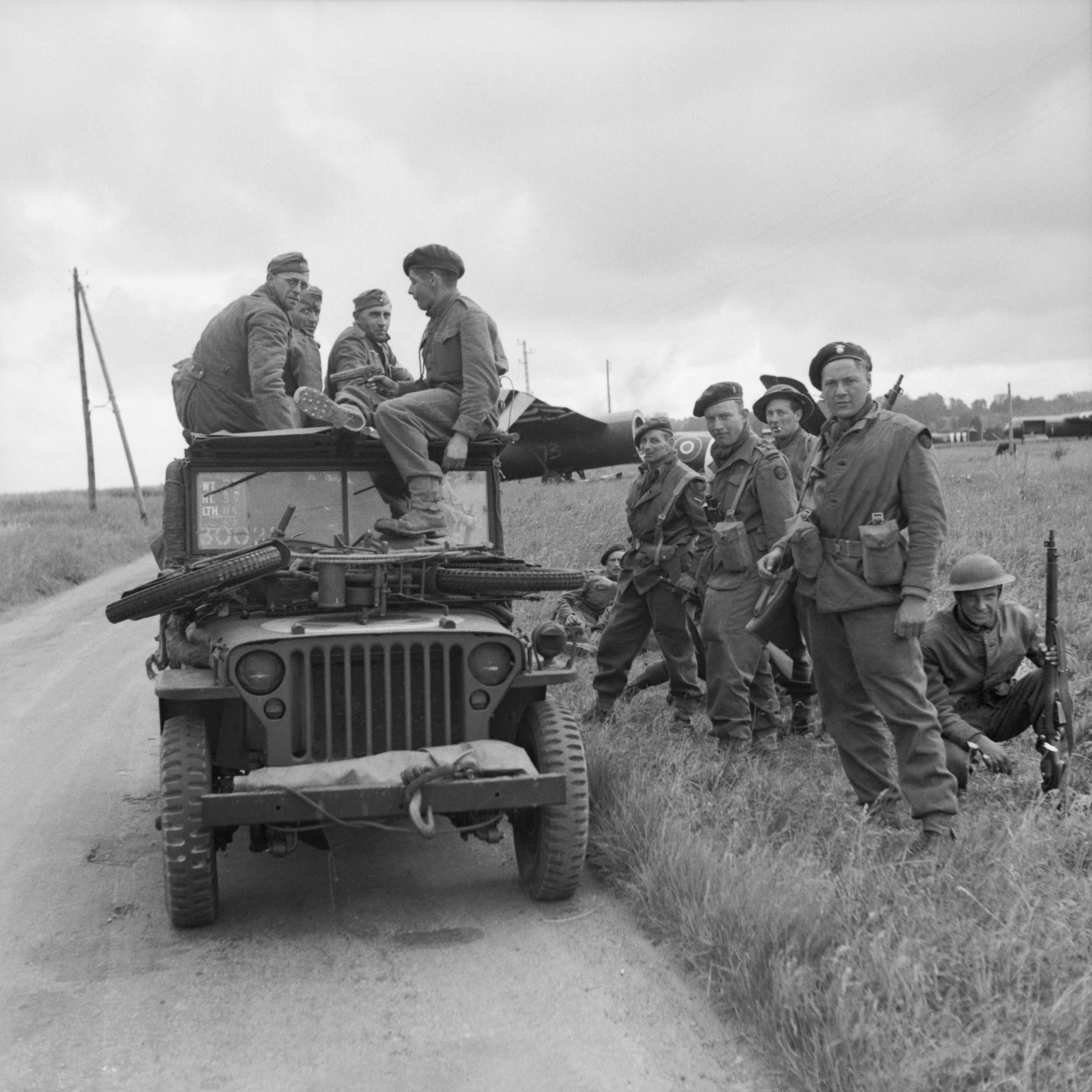
Special Service Brigade durant la bataille de Normandie, le 7 juin 1944.

Ces commandos étaient formés de volontaires en provenance de toutes les branches des forces armées britanniques, du Commonwealth et plus tard des pays de l’Europe occupée par les allemands lors de la Seconde Guerre mondiale. Seuls les meilleurs éléments étaient acceptés, devant être jeunes, en parfaite forme physique et psychique, être capable de conduire, d’entretenir et réparer des véhicules automobiles et ne pas avoir de mal de mer. Une des conditions clairement définies était le droit de quitter volontairement les commandos et de retourner à son unité d'origine après une opération. Peu d’engagés ont demandé à le faire.
Avec humour et dérision, Winston Churchill a donné ce nom de « commandos » en référence aux Kommandos afrikaners qui avaient mis à mal les troupes britanniques pendant la guerre des Boers[réf. nécessaire]. C’était des paysans, tireurs d’élite, qui opéraient par petits groupes à pied et à cheval dans des embuscades et des attaques surprises pour se disperser et s’évanouir ensuite dans la nature qui était leur environnement naturel. La faiblesse numérique et matérielle devenait une force militaire dans la mobilité de dispersion et de concentration dans des coups de main (assauts) et des harcèlements en attaquant par surprise des positions fixes et des convois de ravitaillement
Les commandos britanniques étaient des troupes légères opérant par unité de 3–4 hommes polyvalents dont chacun pouvait remplacer l'autre, suivant leur devise « commando soldiers apt a tout » en référence au maréchal Ney[réf. nécessaire] des guerres napoléoniennes. La composition et l’armement sont variables en fonction de l’opération envisagée.
Le commando est, nécessairement, bien informé (briefing grâce au renseignement) sur l’opération et ses détails pour savoir comment la conduire. C’était le facteur du succès dans des centaines d'opérations. Des hommes intelligents et bien renseignés connaissaient l’objet de l’opération : lorsque les évènements étaient défavorables et les chefs abattus, l'entraînement suivi et leurs talents leur permettaient d'improviser et de continuer la mission. L'officier commandait des hommes astucieux, instruits et motivés qui pouvaient réaliser ses plans et dont le commandement n’était plus « en avant », mais « suivez moi ». Ce principe définissait le fonctionnement des commandos britanniques[réf. nécessaire].

## Histoire

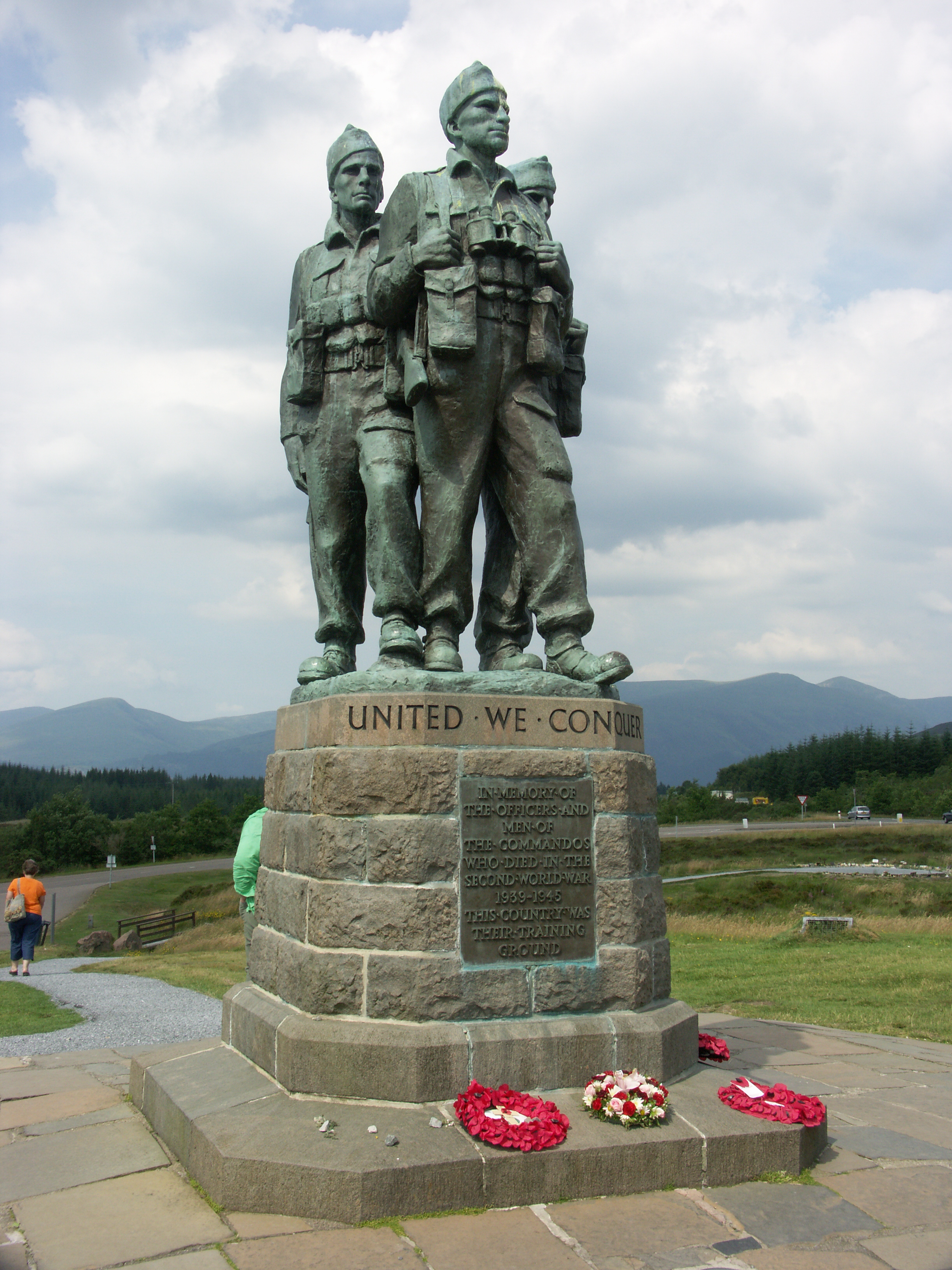
Le mémorial des commandos près de Spean Bridge dans les Highlands.

L’homme qui a inventé les commandos est le lieutenant-colonel, et futur général, Dudley Clarke CBE, CB (1889-1974), aux lendemains sombres et cruciaux de l’opération Dynamo du rembarquement des Forces expéditionnaires britanniques à Dunkerque en 1940. Avec l’appel du général de Gaulle à continuer le combat partout en se joignant à lui dans les Forces françaises libres, commençait une forme de résistance. Par la suite, il exista donc des unités françaises distinctes dans les rangs des commandos britanniques, comme pour d’autres nationaux belges, polonais, ou autres nations de pays occupés. Ce n’était pas une légion étrangère, plutôt une sorte d’armée multinationale. Dudley Clarke était l’assistant militaire du général John Dill, le chef de l’état-major impérial au moment de la défaite des Alliés, Anglais, Belges et Français, et qui se retrouva à la tête de forces britanniques affaiblies, ayant perdu tout leur équipement à Dunkerque. Il s’est souvenu des combats de guérilla livrés par les patriotes espagnols contre la puissante armée napoléonienne et de la révolte arabe en Palestine où il avait servi en 1936. Sa question était : « Comment des hommes désespérés peuvent mener une guerre de guérilla avec les seules armes qu'ils sont capables de porter, sans artillerie ni soutien logistique, pour combattre un adversaire puissamment armé, établi de Dunkerque aux Pyrénées ». La question remonta rapidement la ligne hiérarchique jusqu’au premier ministre Winston Churchill qui venait de promettre récemment la victoire au prix de la sueur, du sang et des larmes.

## Opérations militaires
Le Royaume-Uni menacé d’invasion avec les préparatifs de l’opération Otarie, projet de débarquement allemand en Angleterre et soumis aux bombardements préparatoires de la Luftwaffe lors de la bataille d'Angleterre, le Premier Ministre Winston Churchill réclama des faits d’armes et des victoires pour les annoncer à la BBC et ainsi soutenir le moral de la population. Pour cela, les commandos britanniques lancèrent  des raids à l’extrême nord de la Norvège, sur toute la côte normande jusqu’aux îles de l’archipel Anglo-Normand qui virent l’entrée en scène des nouvelles troupes commandos qui opérèrent plus tard, au cours de la guerre, jusqu’aux Balkans, en Grèce et sur le théâtre d’opérations d’Afrique du Nord, changeant de couleurs de camouflage comme des caméléons et de techniques opératoires selon la nature du terrain et de l’adversaire.
Après une série d’entraînements très durs, seuls ceux qui réussissaient les épreuves obtenaient le brevet, le droit de porter l’insigne et rejoignaient les différentes unités opérationnelles. À l’origine, ces volontaires provenaient des compagnies d’infanterie de marine des Royal Marines et les premiers assauts des commandos étaient des opérations amphibies. La première se déroula dans la région de Boulogne-sur-Mer (Opération Collar (en)) dans la nuit du 23 au 24 juin 1940 et la deuxième sur l’île Anglo-Normande de Guernesey (opération Ambassador) dans la nuit du 14 au 15 juillet 1940. Ces « piqûres de moustique » agaçaient suffisamment l’adversaire et alimentaient assez la BBC en bulletins de victoire. C’était là les deux buts principaux des opérations commandos : inspirer la confiance dans le camp anglais et l’inquiétude chez l’adversaire. Au cours de leur développement, les commandos britanniques passèrent sous les ordres de l’amiral Lord Mountbatten, cousin du roi et chef des Combined Operations.
Sur le front occidental, il y eut deux grandes opérations dont l’une est encore controversée. C’est l’opération « Jubilee » contre le port de Dieppe, le 10 juillet 1942 qui est à la fois une réussite totale en tant qu’opération de commando contre les deux flancs et un échec tout aussi total comme débarquement de l’infanterie canadienne au centre. Les leçons en sont tirées pour préparer le futur débarquement en Normandie du 6 juin 1944. La première est de ne pas prendre directement un port ; et la deuxième est de ne pas mélanger les forces lourdes d’infanterie avec les forces légères des commandos. Au jour J, les commandos britanniques attaquent en premier discrètement et silencieusement à leur habitude, pour prendre et tenir les ponts et les nœuds routiers jusqu’à l’arrivée des troupes lourdes pour la relève.
L’autre réussite des commandos britanniques est la lourde opération Chariot sur le port de Saint-Nazaire le 28 mars 1942.

## Opération Chariot
Les commandos britanniques détruisirent la forme Joubert, grande cale sèche du port de Saint-Nazaire pour empêcher que le cuirassé Tirpitz, jumeau du Bismarck, ne puisse y être réparé après une possible guerre de course en Atlantique. Ce raid exceptionnel, accompli au prix de terribles pertes, prouva dès cette époque le caractère irremplaçable des forces spéciales en cas de conflit. Cette opération en était le prototype et reste le modèle des opérations combinées entre plusieurs branches des forces armées dans une coopération compétitive, comme un concerto qui est la lutte d’un instrument contre tous ceux de l’orchestre. 
Dans les sombres jours du début 1942, la ligne vitale de ravitaillement en Atlantique Nord était étirée jusqu'au point de rupture. Les sous-marins « U-Boote » coulaient les navires de commerce alliés plus vite qu'ils ne pouvaient être remplacés, et à cette menace s'ajoutait celle des navires de surface allemands. Le printemps précédent, la Royal Navy avait pourchassé et réussi à couler le moderne et puissant cuirassé Bismarck, mais d'autres « raiders » potentiels restaient en liberté. Le plus dangereux d'entre eux était le Tirpitz, navire jumeau du Bismarck. Le dock détruit ne fut remis en service que dans les années 1950. Le cuirassé Tirpitz restant privé d'une base de réparation, ne sortit jamais de son refuge norvégien.
Le Tirpitz était un monstre, avec plus de 50 000 tonnes, un blindage épais et des canons de 380 mm. Il était si puissant qu'aucun cuirassé britannique ou américain ne pouvait l'affronter seul. Si ce géant parvenait à accéder aux lignes empruntées par les convois dans l'Atlantique Nord, les résultats auraient pu être catastrophiques pour les Alliés. Avec son talent littéraire habituel, le premier ministre Winston Churchill a décrit de cette manière l'importance de la destruction du Tirpitz : « toute la stratégie de la guerre tourne à cette époque autour de ce bateau ».
Le Tirpitz était alors embusqué dans les eaux des fjords norvégiens, de même que les cuirassés de poche Lützow et Admiral Scheer. La Royal Navy s'efforçait de neutraliser cette flotte dangereuse ou de la contraindre à sortir et à combattre, mais jusqu'ici les Britanniques manquaient de chance. Le danger était que les navires allemands fassent une sortie pendant que les unités majeures de la flotte britannique opéraient ailleurs, et qu'ils ne s'attaquent à un convoi protégé uniquement par des corvettes, des chalutiers armés ou des destroyers. Or, si la Royal Navy pouvait amener le Tirpitz à combattre et l'endommageait, il n'y avait qu'un seul port sur toute la façade atlantique accessible aux navires de l'Axe où il pourrait être réparé : le port français de Saint-Nazaire.
Cette ville portuaire abritait la forme-écluse Louis Joubert, mieux connue sous le nom de « dock Normandie », une énorme cale sèche construite spécialement pour accueillir le paquebot Normandie, l'orgueil de la flotte passagère française d'avant-guerre. Le Bismarck, endommagé dans son combat avec le Hood et le Prince of Wales en mai 1941, avait mis le cap sur Saint-Nazaire lorsqu'un avion Fairey « Swordfish » de la Royal Navy le frappa d'une torpille, endommageant son gouvernail et permettant à la force navale britannique qui le poursuivait de l'intercepter et de le couler (en fait, l'examen récent de l'épave par un robot sous-marin atteste que le navire se saborda). C'était également à Saint-Nazaire que le Tirpitz irait pour réparer d'éventuels dégâts causés par des torpilles, des bombes ou des obus. Les Britanniques étaient décidés à supprimer le seul refuge pour réparer le navire géant - et c'est ainsi qu'est née l'opération « Chariot ».
Saint-Nazaire et le dock Normandie se trouvent sur l'estuaire de la Loire, à environ 10 km de son embouchure. Au printemps de 1942, le fleuve était large de 1,5 km et relativement peu profond, sauf là où un chenal pour grands bateaux avait été dragué, près de la rive nord de l'estuaire. Le dock lui-même était très grand, un bassin de 349 mètres sur 50. L'accès reposait sur d'énormes portes épaisses de 11 mètres, tellement massives que les Britanniques les appelaient des « caissons ». Elles mesuraient 52 mètres de long et 16 de haut, et avaient été conçues pour être déplacées sur d'énormes roulettes.
Les maisons de treuil et les stations de pompage étaient construites à la même échelle que le grand dock. Sur un côté de la cale sèche se trouvaient Saint-Nazaire et les bassins de Penhoet, de larges mouillages artificiels qui étaient généralement utilisés par les petits navires de guerre allemands. Le bassin de Saint-Nazaire, le plus petit des deux, était attribué aux U-Boote, qui atteignaient l'estuaire de la Loire à travers une suite d'écluses. Certains des abris bétonnés pour les U-Boots de Saint-Nazaire étaient en service, alors que d'autres étaient encore en construction.
D'autres installations du port étaient à proximité, de même que des écluses, des ponts, des quais, des réservoirs souterrains de carburant pour les sous-marins, et une centrale électrique. L'ensemble du complexe était défendu par quelque 100 canons de divers calibres, truffé de projecteurs de recherche et fréquenté par des dragueurs de mines et des navires de défense côtière. La ville elle-même abritait jusqu'à 5 000 soldats et marins allemands, dont une brigade d'infanterie complète.
Pour surmonter ces défenses formidables, les Britanniques savaient qu'ils devaient engager leurs meilleurs soldats - les commandos. Les soldats de la Couronne avaient à dire vrai une longue histoire des raids audacieux. Ils ont organisé des dizaines d'expéditions avec de petits bateaux contre les Espagnols et les Français à l'époque de la voile. Et ils ont également mené durant la Première Guerre mondiale les frappes risquées contre Zeebrugge, en Belgique, pendant lesquelles des troupes débarquées ont neutralisé les défenses côtières allemandes alors que la marine coulait trois vieux croiseurs dans le canal qu'empruntaient les U-Boots allemands pour gagner la mer du Nord.
Les commandos britanniques s'étaient déjà distingués dans des raids similaires, de l'Afrique aux îles Lofoten en Norvège. L'attaque des Lofoten en avril 1941 avait été un énorme succès. Elle avait totalisé 11 navires coulés, 800 000 gallons de pétrole brûlés, 216 Allemands et 60 « Quislings » norvégiens (surnoms des collaborateurs norvégiens) faits prisonniers, et plus de 300 Norvégiens engagés volontaires pour les forces de la Norvège libre. Les Britanniques n'avaient enregistré qu'un seul blessé.
Alors que la plupart des premiers raids menés par les commandos ont entraîné des pertes, de l'embarras et de l'inquiétude pour l'Axe, Saint-Nazaire posait un défi bien plus difficile que tout ce qui avait été tenté précédemment. Si l'offensive réussissait, et rien n'était moins sûr, ce serait le raid le plus audacieux de la guerre. Les commandos devaient être engagés durant la dernière semaine de mars, car c'est seulement à cette période qu'ils auraient une pleine lune et une marée montante entre minuit et 2h00 du matin.
Les ressources britanniques étaient maigres. Certains des commandos devaient se déplacer sur une flottille de 15 vedettes, des bateaux en bois non blindés et longs de 34 mètres, qui transportaient leurs réservoirs auxiliaires sur le pont et n'avaient pour armement qu'un canon bi-tube Oerlikon 20 mm et une paire de mitrailleuses Lewis datant de la Première Guerre mondiale. Quatre de ces fragiles embarcations transportaient également des torpilles. Les vedettes avaient deux avantages : elles atteignaient 18 nœuds de vitesse et n'avaient qu'un très faible tirant d'eau. En entrant dans l'estuaire de la Loire sur une marée de printemps, elles pouvaient opérer sur les hauts fonds et autour de plages de vase, en dehors du canal principal, fortement défendu.
Une puissance de feu légèrement supérieure était fournie par une unique canonnière motorisée en bois. Elle portait un canon antiaérien Vickers de 40 mm, deux mitrailleuses bi-tubes de 12,7 mm et un canon de 40 mm semi-automatique. Elle était destinée à faire office de bateau de commandement et à guider les raiders jusqu'à la Loire, car elle était équipée à la fois d'un radar et d'une sonde sonore.
Il y avait, enfin, le torpilleur 74, dont les tubes conçus pour être arrimés à mi-coque avaient été avancés presque jusqu'à la proue, dans l'idée qu'il puisse lancer ses torpilles par-dessus un filet anti-torpilles. Celles-ci avaient été modifiées et avaient reçu une minuterie, de manière à exploser après avoir reposé un instant au sol. La fonction du navire était de torpiller le caisson sud si l'arme principale ne fonctionnait pas. Le torpilleur 74 était un bateau étrange qui avait du mal à maintenir une vitesse donnée entre l'extrême lenteur et les 40 nœuds atteints à fond. Il devait être remorqué pour entrer en action, au grand dégoût de son capitaine, le sous-lieutenant Micky Wynn, l'un de ces nombreux personnages audacieux et excentriques (« d'une excentricité folle », selon un officier supérieur) qui avaient trouvé leur place dans la Royal Navy en guerre.
Mais, aucun de ces vaisseaux ne pouvait fournir l'impact principal, le coup d'assommoir qui mettrait la cale sèche hors service presque indéfiniment. Il n'y aurait pas de deuxième chance. Les commandos mettraient pied à terre pour détruire les grands caissons coulissants, les maisons de treuil et la station de pompage, mais même cela ne pourrait pas rendre le dock inutilisable pour le restant de la guerre. Il fallait quelque chose de plus, et ce quelque chose s'est révélé être le HMS Campbeltown. Ce vieux destroyer à 4 cheminées long de 95 mètres, alias USS Buchanan, était l'un des 50 destroyers obsolètes transférés à la Royal Navy par les États-Unis en échange de l'usage privilégié de bases au sein des Caraïbes et du Canada britanniques.
En vue du raid, le Campbeltown a été envoyé dans une installation de la Royal Navy à Devonport pour y subir un lifting. Une reconstruction de 9 jours lui a permis de ressembler un peu à l'un des navires de guerre allemands largement utilisés de la classe Möwe, une sorte de croisement entre un petit destroyer et un grand torpilleur. Les ouvriers de Devonport ont allégé au maximum le vieux destroyer, car il devait franchir les hauts fonds de la Loire, où même à marée haute il n'y avait qu'à peine 3 mètres d'eau. Les opérations des commandos ont toujours été à base de différentes sortes de déguisement, vestimentaire et autres pour l’approche et l’effet de surprise.
Tous les tubes lance-torpilles et l'équipement anti-sous-marin du Campbeltown sont enlevés, de même que deux de ses cheminées, la plupart de ses mâts et tous ses canons sauf un. Les deux cheminées restantes sont raccourcies, et les ouvriers ajoutèrent un mince blindage autour de la passerelle. Ils installent également 4 plaques de blindage hautes de 5,4 mètres de la passerelle à la poupe, afin de donner une certaine protection aux éléments débarqués du commando. De plus, le bateau reçoit 8 canons Oerlikons de 20 mm, et son unique pièce de 76 mm fut déplacée de la poupe à la plage avant.
Le mordant du Campbeltown était constitué de 24 charges de profondeur, placées dans un réservoir en acier bétonné dans la coque, juste derrière le piédestal qui avait porté le canon du pont avant. Cette charge énorme, qui représentait plus de 4 tonnes d'explosifs, était amorcée par d'autres explosifs fixés à des détonateurs ayant un délai de 8 heures. Ces détonateurs devaient être activés en remontant la Loire. Si tout se déroulait conformément au plan, le Campbeltown emboutirait les énormes portes de la cale sèche, se frayerait un chemin à travers et s'enfoncerait profondément dans le bassin. Il serait ensuite sabordé à cet endroit, puis avec un peu de chance exploserait et détruirait le dock Normandie jusqu'à la fin de la guerre. La charge explosive était bien suffisamment derrière la coque du Campbeltown pour ne pas être endommagée par la déformation inévitable de la proue, et bien assez à l'avant pour être dans la zone de la cible.
La mission des commandos était de débarquer rapidement, de tirer sur tout ce qui était important et de détruire au maximum l'équipement vital du dock et d'autres installations du port. Les portes des écluses reliant le bassin des sous-marins était un objectif prioritaire - les mettre hors service bloquerait l'accès à l'océan et limiterait sérieusement l'utilité du bassin. Au total, les commandos avaient pour but de démolir 4 ponts, 6 centrales électriques, 8 portes d'écluses et 13 canons.
La force terrestre devait compter 256 hommes et officiers, provenant de 6 différentes compagnies de commandos. Certains des raiders ne transportaient qu'un pistolet et un énorme sac à dos contenant jusqu'à 40 kg d'explosif. La tâche d'autres groupes de 5 hommes, chacun équipé de mitraillettes Thompson et d'une mitrailleuse Bren, consistait à couvrir les porteurs d'explosifs pendant qu'ils posaient leurs charges. D'autres éléments de combat, formés chacun de 2 officiers et de 12 hommes, devaient prendre d'assaut les positions d'artillerie, établir un périmètre autour du dock et repousser les renforts venant de la ville. Pour des crises imprévues, il y avait une maigre réserve de 12 hommes, ainsi qu'un médecin et un petit détachement médical.
Le raid devait être conduit par le lieutenant-colonel A. C. Newman, un officier territorial du régiment de l'Essex, chef du 2e Commando et vétéran des raids réussis en Norvège. Le contingent naval était commandé par le commandant R. E. D. Ryder - inévitablement appelé « Red. » Ryder était le loup de mer britannique par excellence, un vétéran de l'exploration polaire, des sous-marins, des Q-ships, des navires anti-sous-marins déguisés en bateaux marchands, et de deux naufrages sur navires de guerre. Ces deux chefs étaient des professionnels calmes et réfléchis.
Les hommes qui les ont suivis comptaient des soldats et des marins de carrière, mais la plupart étaient des « guerriers temporaires » ; le détachement de Newman comprenait un membre de la Bourse de Londres, un mineur, un conservateur de musée et un économiste. Tous avaient acquis un niveau excellent en suivant l'entraînement meurtrier des commandos. Nul ne portait le badge commando sur son épaule sans survivre à des marches forcées épuisantes - 100 kilomètres en 24 heures était le standard, et quelquefois les hommes devaient accomplir 11 kilomètres en une heure. Une unité avait fait une marche mémorable de 104 km en 23 heures. Tout le monde se partageait les charges, sans différence entre officiers, sous-officiers et soldats. Tout le monde s'entraînait dans la neige et le froid des hivers des Highlands ; tout le monde frissonnait durant les débarquements dans les eaux glaciales des Hébrides ; tout le monde apprenait à tuer des hommes à mains nues et au couteau.
Ces volontaires en temps de guerre savaient qu'ils se jetaient dans les bras de la mort. Avec une honnêteté déprimante, le vice-amiral Mountbatten, chef des opérations combinées, a en fait dit à Newman que lui et ses hommes étaient passés par pertes et profits : 

« […] Je suis sûr que vous pouvez y aller et faire le boulot, mais nous n'avons pas beaucoup d'espoir de pouvoir vous extraire. Même si on vous perd tous, les résultats de l'opération en auront valu la peine. Pour cette raison, je veux que vous disiez à tous les hommes ayant des responsabilités familiales, ou qui pensent devoir se retirer pour n'importe quelle raison, qu'ils sont libres de le faire et que personne ne leur en voudra pour cela. »

Newman a transmis l'offre de Mountbatten à ses commandos, mais pas un seul homme ne s'est retiré. L'entraînement en vue du raid a duré des semaines, en particulier à la cale sèche King George V de Southampton, qui était assez grande pour accueillir le Queen Mary de 75 000 tonnes. Les groupes d'attaque ont répété leurs tâches encore et encore, et passé plus de temps encore autour d'une maquette précise à l'aide de photos prises par les avions de reconnaissance de la RAF. Les équipes de démolition se sont entraînées de jour, puis en portant des bandeaux et enfin de nuit. La règle était de placer les explosifs sur la cible en 10 minutes ou moins, et à chaque répétition des hommes étaient déclarés touchés de manière impromptue, afin que les autres membres de l'équipe soient contraints d'apprendre chaque fonction en plus de la leur.
Les « raiders » ont même inventé un mot de passe à l'épreuve des Allemands : war weapons week, avec weymouth pour réponse, car il n'y a pas de son « w » (oueuh) en allemand. Ils ont également consenti à quelques jeux d'acteurs pour les espions allemands qui pouvaient se trouver autour de Falmouth, leur point d'embarquement. Ils se sont eux-mêmes appelés la « 10e force de frappe anti-sous-marine » et ont lancé la rumeur qu'ils étaient organisés pour rechercher des U-Boots loin au-delà des approches occidentales des Îles britanniques. Ils ont également concocté une histoire selon laquelle la force allait quelque part à l'est du canal de Suez, et ils se sont assurés que quiconque les observait pouvait voir des lunettes de soleil et d'autres équipements pour climat chaud.
L'essence des opérations de commando est de tromper l'adversaire et d'improviser. Le raid sur Saint-Nazaire a donné lieu à de nombreux  contes, légendes, mythes et récits. Le Campbeltown s'est enfiché dans les portes de l'écluse et a explosé le lendemain midi, alors que tous les raiders étaient morts, disparus, capturés ou repartis vers l'Angleterre.
Gregory Bateson a déjà dégagé deux types de comportement, le « calibrage » et la « rétroaction », le premier est l'exécution d'un programme et le deuxième consiste à agir dans l'incertitude et intégrer l'incertitude dans la conduite de l'action. L'action des commandos est du deuxième type.

## Unités des forces spéciales:Special Air Service,Special Boat Serviceet Chindits

### Long Range Desert Group
Sur le terrain désertique des grands espaces ouvert d’Afrique du Nord, les missions de reconnaissance présentaient la particularité de navigation solitaire avec peu de points de repères. Le LRDG (Long Range Desert Group) a été formé en 1940 par le commandant Ralph A. Bagnold pour recueillir des renseignements et les transmettre au quartier général. Ces patrouilles couvraient une vaste zone, de la mer Méditerranée au Tchad et de l’Égypte à la Tunisie, sur le flanc désertique des combats le long de la côte. Les camions de ce groupe ont transporté les Forces françaises libres de Leclerc dans leur premier raid sur Mourzouk et Koufra à partir du Tchad avant que les FFL ne possèdent leurs propres véhicules pour de futurs raids et pénétrer en Tunisie et terminer la campagne d’Afrique du Nord en se joignant aux forces britanniques venues d’Égypte et aux forces américaines débarquées en Afrique du Nord lors de l'opération Torch.

### Special Air Service

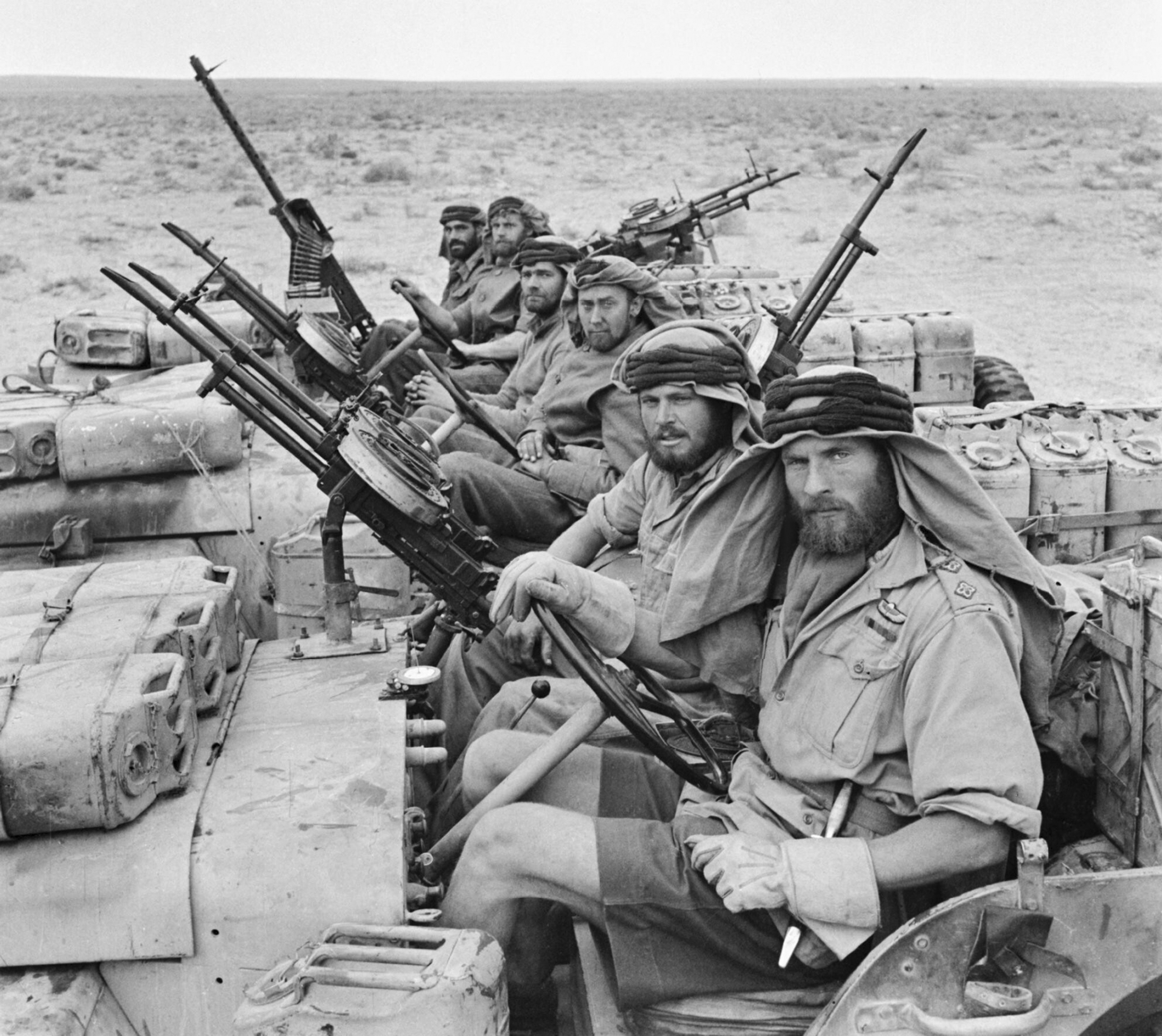
Unité du Détachement L durant la guerre du désert le 18 janvier 1943.

D’éclaireurs, le LRDG était devenu transporteur pour le SAS qui aura ses propres véhicules pour des attaques surprises loin derrière la ligne de front avant de disparaître dans la nature. Ces attaques surprises ont maintenu l’adversaire en état d’alerte permanente et ont fixé de nombreuses forces ennemies qui auraient été utiles ailleurs. L'ingéniosité et l'intrépidité du SAS sont symbolisées par sa devise « Who dares wins » (Qui ose gagne).
David Stirling et Jock Lewes, tous deux sous-lieutenants du bataillon B (Commando no 8 du lieutenant-colonel Daly), de la Layforce du général Robert Laycock, ont fondé le Special Air Service (SAS) en 1941 ce qui a révolutionné la façon de mener une guerre et de nombreuses forces spéciales actuelles copient ses tactiques. La philosophie du SAS est de rejeter toutes les tactiques formelles pour n'en avoir aucune, les improvisations sont au centre de ses succès. La tactique formelle est de l’ordre du principe de Schrödinger « Order from Order » ou principe d’organisation par extension dans l’exécution d’un programme ou recette. Les improvisations sont de l’ordre du principe de von Foerster « Order from Noise » ou principe d’organisation par disponibilité à l’événement.
Lorsque le front s’est déplacé de l’Afrique du Nord en Sicile et en Italie, le SAS s’est adaptée au terrain avec la même philosophie. Lors du débarquement de Normandie, le SAS opérait en Bretagne pour y fixer les troupes allemandes qui y étaient stationnées. Le SAS a participé à toutes les guerres de décolonisation pour devenir une force anti-terroriste, donnant ainsi l’assaut à l’ambassade d’Iran à Londres et libérant les otages. Durant la guerre du Golfe de 1991, les patrouilles de SAS ont retrouvé leur terrain premier, le désert, attaquant, pour les repousser plus loin dans le désert, les batteries mobiles irakiennes de Scud afin de les mettre hors de portée de leurs cibles potentielles.

### Special Operations Executive
Le Special Operations Executive est chargé de susciter et de développer la subversion, le sabotage et la guérilla dans les pays occupés par les forces de l’Axe (Allemagne, Italie, Japon).
Il dispose de Forces disséminées sur l'ensemble des théâtres d'opérations. La Force 6 (Quartier général à Alger, pour les opérations sur le Sud de la France), la Force 101 (Khartoum, opérations en Somalie britannique et en Éthiopie), la Force 133 (Le Caire, opérations dans le bassin Méditerranéen), la Force 136 (Kandy, opérations en Extrême-Orient), la Force 139 (Londres, opérations en Pologne et en Tchécoslovaquie), la Force 266 (Bari, opérations en Yougoslavie et en Albanie) et la Force 399 (Bari, opérations en Europe centrale).
Engagé volontaire dans les Forces françaises libres, Pierre Boulle a participé à la campagne et de Birmanie avec le SOE d’où il a tiré la substance de ses deux nouvelles dont ont été tirés un film : Le pont de la rivière Kwai.
Le SOE est dissous le 15 janvier 1946 et amalgamé au MI6.

### Special Boat Service
Le SBS, Special Boat Service, dont la devise est « United we conquer » (Unis nous conquérons) est l'ancêtre des commandos de marine français et des SEAL américains issus des UDT (Underwater Demolition Team) étendus en Sea Air Land et utilisés comme forces spéciales de lutte contre la guérilla (au même titre que les SAS à Brunei et au Yémen notamment).

### Chindits
Les Chindits sont des combattants de la jungle du théâtre d’opérations CBI (Chine, Birmanie et Inde) durant la Seconde Guerre mondiale. Ils tiraient leur nom des lions gardiens de temple birmans. Ils ont été organisés et dirigés par le Général Orde Charles Wingate, un Anglais excentrique qui se promenait dans la vie avec la bible hébraïque et des livres d'Homère, pour s'en inspirer dans ses conceptions stratégiques du choix et de l’organisation tactique des batailles. Avant d’aller en Birmanie, Wingate a organisé en Palestine des « patrouilles de nuit » dans les kibboutzim pour affronter les razzias des voisins arabo-musulmans. En Égypte, Wingate a conçu le plan des « patrouilles de profonde pénétration » (long range penetration patrols) dont une réalisation partielle se retrouve  dans la LRDG (Long Range Desert Group) et l'aboutissement dans la SAS.
Les Chindits étaient la transposition à grande échelle (20 000 hommes) de ce principe en Birmanie où des groupes étaient envoyés dans la jungle, loin derrière les lignes japonaises, transportés et ravitaillés par parachutages par les avions du capitaine Philip Cochran des forces aériennes des États-Unis. À la fin de la Première Guerre d’Indochine, le CFEO (Corps Expéditionnaire Français en Extrême-Orient) a créé les GCMA (groupement de commandos mixtes aéroportés) sur le modèle des Chindits de Wingate, le principe de 'base aéro-terrestre' (Dien bien phu) est aussi une extrapolation des bases d'appui de Wingate en Birmanie. De la même manière, sont conçus les bérets verts des États-Unis, embryon des forces spéciales américaines au début des années 1960 au Viêt Nam, sous l'administration Kennedy.
Sur ce théâtre d’opérations oublié de la Seconde Guerre mondiale, il y avait aussi les Merrill's Marauders, la première force terrestre des États-Unis à combattre en Asie, dans la jungle birmane, instruisant des combattants locaux contre les troupes japonaises d’occupation. Chindits et Maraudeurs étaient issus de la même source et ont donné beaucoup d’héritiers. Parmi les Maraudeurs se trouvaient aussi des volontaires américains d'origine japonaise dont les parents étaient internés dans des camps de relocalisation aux États-Unis, engagés pour prouver leur loyauté et leur patriotisme, leur devise était « Go for Broke » (avancer pour percer). Sur le théâtre européen, les nippo-américains servirent dans le 442 RCT (Regimental Combat Team) en Italie et dans les Vosges (ils ne furent pas engagés sur le théâtre d'opération du Pacifique afin d'éviter des confusions avec les troupes japonaises). Ce fut l’unité militaire la plus décorée de l’histoire des États-Unis.

### Sources et bibliographie
- (en) John Keegan et Richard Holmes, Soldiers. History of Men in battle, New York, Elisabeth Sifton Book. Viking, 1986
- (en) Peter Young, Commando, New York, Ballantine Book, 1972
- (en) Ashley Brown, Undercover Fighters. The British 22nd SAS Regiment, New York, Villard Books, 1986